# Larry Bishop
Larry Bishop (* 30. November 1948 in Philadelphia) ist ein US-amerikanischer Schauspieler, Produzent, Regisseur und Drehbuchautor.

## Leben
Larry Bishop wuchs in New Jersey auf. Seine Eltern waren Sylvia Ruzga und Joey Bishop (Mitglied der Komikergruppe Rat Pack). Durch kleinere Filmrollen in Fernsehserien gelangte er 1968 zu seinem ersten Einsatz in einem Kinofilm. Bis jetzt hat er in zwei Filmen Regie geführt, wobei er auch als Drehbuchautor beteiligt war.

## Filmografie

### Als Schauspieler
- 1966: Occasional Wife (Fernsehserie)
- 1967: Hey, Landlord (Fernsehserie)
- 1967: The Mothers-In-Law (Fernsehserie)
- 1968: Wild in den Straßen (Wild in the Streets)
- 1968: Die grausamen Sieben (The Savage Seven)
- 1969: Die teuflischen Acht (The Devil’s 8)
- 1969: Bezaubernde Jeannie (I Dream of Jeannie) (Fernsehserie)
- 1970: Engel ohne Ketten (Angel Unchained)
- 1971: Chrom und heißes Leder (Chrome and Hot Leather)
- 1974: Shanks
- 1979: Ein Duke kommt selten allein (The Dukes of Hazzard) (Fernsehserie)
- 1979: R.O.B.O.D.O.G.
- 1979: Barnaby Jones (Fernsehserie, 2 Folgen)
- 1996: Vatertag – Ein guter Tag zum Sterben (Underworld)
- 1996: Bullet Point (Mad Dog Time)
- 2004: Kill Bill – Volume 2
- 2006: The Lather Effect
- 2008: Hell Ride

### Als Regisseur
- 1996: Bullet Point (Mad Dog Time)
- 2008: Hell Ride

### Als Produzent
- 1996: Bullet Point (Mad Dog Time)
- 2008: Hell Ride

### Als Drehbuchautor
- 1996: Vatertag – Ein guter Tag zum Sterben (Underworld)
- 1996: Bullet Point (Mad Dog Time)
- 2008: Hell Ride